# Immoral Sisters
Immoral Sisters är en hentaiserie i 3(?) delar. Den handlar huvudsakligen om två systrar och hur deras vardag är, men även om deras mor och att hon råkat in i en bilolycka och måste "betala" skadestånd till ägaren i form av sexuella tjänster.